# Eparchia borisoglebska
Eparchia borisoglebska – jedna z eparchii Rosyjskiego Kościoła Prawosławnego, z siedzibą w Borisoglebsku.
Eparchia została erygowana na posiedzeniu Świętego Synodu Rosyjskiego Kościoła Prawosławnego 26 grudnia 2013 poprzez wydzielenie z eparchii woroneskiej i borisoglebskiej i jako składowa metropolii woroneskiej. Należą do niej parafie w granicach rejonów annińskiego, bobrowskiego, borisoglebskiego, buturlinowskiego, ertilskiego, gribanowskiego, nowochopierskiego, panińskiego, poworińskiego, tałowskiego i tiernowskiego obwodu woroneskiego.
Od 2016 ordynariuszem eparchii jest biskup borisoglebski i buturlinowski Sergiusz (Kopyłow).
W skład eparchii wchodzi 5 dekanatów:
- anniński;
- borisoglebski;
- buturlinowski;
- gribanowski;
- nowochopierski.

Na terenie eparchii działa męski monaster św. Serafina z Sarowa w okolicy Nowomakarowa.